# Дагбаш
Дагбаш — село в Шамильском районе Дагестана.
Образует сельское поселение село Дагбаш как единственный населённый пункт в его составе.

## Географическое положение
Расположено на реке Ратлубор, в 18 км к юго-западу от районного центра села Хебда.

## Население
| 1869 | 1888 | 1895 | 1926 | 1939 | 1959 | 1970 |
| ---- | ---- | ---- | ---- | ---- | ---- | ---- |
| 231  | ↗421 | ↘415 | ↗441 | ↗586 | ↘337 | ↘311 |
| 1989 | 2002 | 2010 | 2012 | 2013 | 2014 | 2015 |
| ↘218 | ↗239 | ↗262 | ↗267 | ↘266 | ↗267 | ↗274 |
| 2016 | 2017 | 2018 | 2019 | 2020 | 2021 | 2023 |
| ↗279 | ↗282 | ↗283 | ↗292 | ↗294 | ↘262 | ↗266 |
| 2024 | 2025 |      |      |      |      |      |
| ↗272 | ↗274 |      |      |      |      |      |

## История
До начала 1930-х годов село Дагбаш называлось Ахвах (или Ратлуб-Ахвах). В 1944 году все население села было переселено в село Дагбаш (Зандак) Андалалского района. В 1957 году, после реабилитации чеченцев, большая часть дагбашцев была переселена в село Нечаевка Кизилюртовского района, меньшая вернулась в родное село.